# Посуело Немесіо Немесійович
Немесіо Немесійович (Михайло Михайлович, Міша) Посуело (ісп. Nemesio Pozuelo Plazuelo; нар. 7 квітня 1940, Харків, УРСР) — радянський футболіст, нападник. Майстер спорту СРСР (1963).

## Життєпис
Син іспанських біженців. Батько був членом центрального комітету комуністичної партії Іспанії, мати померла від раку, коли Посуело виповнилося сім років.
Був визначений до дитячого будинку в Іваново, де почав грати у футбол. Тут же в дитбудинку його стали називати «Мішою» за подібність у поведінці з героєм повісті Аркадія Гайдара «Тимур та його команда» Мишком Квакіним — також любив лазити в чужі сади за яблуками.
Після того, як батько, працівник автозаводу, отримав квартиру на Автозаводській вулиці, Посуело вступив до футбольної школи «Торпедо» та з 1960 року почав грати за головну команду. У другій половині сезону 1964 року перейшов до «Спартака», 1965 року почав у ленінградському «Зеніті», але був дискваліфікований до кінця сезону.
Після того, як гравець «Спартака» Юрій Севідов збив члена-кореспондента АН СРСР Д.І. Севідовим, Посуело з-поміж ще 18 футболістів, «злісних порушників режиму», був довічно дискваліфікований як частий порушник режиму — того дня зловживав разом із Севідовим
Працював на ЗІЛі, потім будував місто Краснокаменськ Читинської області, грав на першість області за місцевий «Геолог» упродовж 6 років. Там одружився, у середині 1970-х повернувся до Москви, де 20 років працював на заводі, а також був начальником спортивно-масового відділу та тренером СК ГПЗ-21 (1970-1997), тренером команди ветеранів «Росія» (1993-1996).
У 1996 переїхав до Іспанії, до міста Велілья-де-Сан-Антоніо. Станом на 2007 рік працював тренером дитячої школи.

## Сім'я
Дружина Ніна, виховав дочку.

## Досягнення

### Клубні
- Чемпіонат СРСР
  -  Срібний призер (1): 1961

- Кубок СРСР
  -  Фіналіст (1): 1961

### Відзнаки
- Майстер спорту СРСР: 1963